# Churchville (Nowy Jork)
Churchville – wieś w Stanach Zjednoczonych, w stanie Nowy Jork, w hrabstwie Monroe.